# Antígona (Sófocles)
Antígona (Ἀντιγόνη / Antigónē) es el título de una tragedia de Sófocles, basada en el mito de Antígona y representada por primera vez en el año 441 a. C.
De las tres obras tebanas, Antígona es la tercera en el orden de los acontecimientos representados en las obras, pero es la primera que escribió. La obra se basa en la leyenda tebana que la antecede, y empieza donde termina la obra de Esquilo Los siete contra Tebas.
En Antígona se enfrentan dos nociones del deber: la familiar, caracterizada por el respeto a las normas religiosas y que representa Antígona, y la civil, caracterizada por el cumplimiento de las leyes del Estado y representada por Creonte. Además establece una oposición entre el modo en que las dos hermanas, Antígona e Ismene, se enfrentan a un mismo problema.

## Personajes
- Antígona, hija del rey Edipo. Comparada con su bella y dócil hermana, se la retrata como una heroína que reconoce su deber familiar. Sus diálogos con Ismene ponen de manifiesto que ella es tan tozuda como su tío.[3] En ella, el ideal del personaje femenino es subrayado con trazo grueso.[4] Desafía el decreto de Creonte a pesar de las consecuencias con las que puede tener que enfrentarse, para honrar a su difunto hermano.
- Ismene: hija de Edipo. Sirve como complemento a Antígona, presentando el contraste en sus respectivas respuestas al decreto real.[3] Considerada la hermosa de la familia, es más respetuosa con la ley y obediente a la autoridad. Duda en si enterrar o no a Polinices, pues le teme a Creonte.
- Creonte: actual rey de Tebas, tío de Antígona, Ismene y Polinices. Ve la ley como la garantía de la felicidad personal. También se le puede ver como un héroe trágico, que lo pierde todo por sostener aquello que él cree que es lo correcto. Incluso cuando se ve forzado a modificar su decreto para complacer a los dioses, primero se dedica al muerto Polinices y solo después va a liberar a Antígona.[3]
- Hemón: hijo de Creonte y Eurídice, prometido de Antígona. Demostró ser más razonable que Creonte, intenta razonar con su padre en beneficio de Antígona. Sin embargo, cuando Creonte se niega a escucharle, Hemón se marcha enfurecido y grita que nunca lo volverá a ver. Se suicida después de encontrar a Antigona muerta.
- Corifeo. Es el ayudante del rey (Creonte) y el líder del Coro. A menudo se le interpreta como un consejero cercano al rey, y por lo tanto un amigo íntimo de la familia. Este papel se subraya al final cuando Creonte elige escuchar el consejo del Corifeo.
- Tiresias: adivino anciano, ciego. Sus predicciones llevarán al entierro correcto de Polinices. Retratado como sabio y lleno de sensatez, Tiresias intenta advertir a Creonte de su locura y le dice que los dioses están enfadados. Consigue convencer a Creonte, pero es demasiado tarde para salvar a la impetuosa Antígona.
- Coro de los ancianos de Tebas (también representa la voz del pueblo). Al principio es respetuoso con el rey.[4] Su propósito es comentar la acción en la obra y añadir más suspenso y emociones, así como conectar la historia con los mitos. Conforme progresa la obra, aconsejan a Creonte que se modere. Sus peticiones convencen a Creonte de que salve a Ismene. También le aconsejan que siga el consejo de Tiresias.
- Guardián.
- Mensajero.
- Polinices-Eteocles.

## Espacios físicos
- El Palacio de Tebas: Palacio donde el rey Creonte vive y gobierna.

- Afueras de la ciudad de Tebas: sitio donde tiene lugar la batalla y donde el cuerpo de Polinices yace sin sepultura ni honores hasta que Antígona desobedece la ley y entierra su cuerpo.

- Plaza pública: Este es el lugar donde Antígona planea sepultar el cuerpo de su hermano y es donde el mensajero le dice a la gente lo que le pasa a su rey Creonte.

- La cueva de Tebas: Aquí es donde Antígona es condenada a permanecer por haber desobedecido la ley. Ella se mata y, al enterarse Hemón, muere junto a ella.

## Argumento

### Contexto
Edipo es rey de Tebas hasta que descubre que se ha casado con su madre (Yocasta), tal y como decía la profecía. Entonces se arranca los ojos y abandona la ciudad acompañado de su hija Antígona. Había tenido cuatro hijos: dos varones, y dos mujeres. Los varones, Polinices y Eteocles, acordaron turnarse anualmente en el trono tebano, pero, tras el primer año, Eteocles no quiso ceder el turno a su hermano, por lo que Polinices llevó un ejército foráneo contra Tebas. Antes del comienzo de la obra, estos dos hermanos se dieron muerte mutuamente en la guerra civil tebana. Fueron los defensores de Tebas los que vencieron en el combate.
Creonte, el nuevo gobernante de Tebas y hermano de la anterior reina, Yocasta, ha decidido que Eteocles sea honrado y que Polinices sea abandonado a la vergüenza pública. El cuerpo del hermano rebelde no será santificado con los ritos sagrados y quedará sin enterrar, en el campo de batalla, presa de los animales carroñeros como gusanos y buitres, el peor castigo de la época, además de que su alma vagará eternamente por el mundo.

### Prohibición de sepultar a Polinices
Al comenzar la obra, Antígona, hija del rey Edipo, lleva a su hermana Ismene fuera de las puertas del palacio, tarde, una noche, para un encuentro secreto. Le dice que Creonte, actual rey de Tebas, impone la prohibición de hacer ritos fúnebres al cuerpo de Polinices, como castigo ejemplar por traición a su patria y que ella quiere enterrar el cuerpo de Polinices, desafiando el edicto de Creonte. Antígona pide a Ismene que le ayude a honrar el cadáver de su hermano. Esta se niega por temor a las consecuencias de quebrantar la ley, y no cree que sea posible enterrar a su hermano, que está siendo vigilado, pero es incapaz de parar a su hermana. Antígona reprocha a su hermana su actitud y decide seguir con su plan.

### Antígona desobedece la ley
Creonte, rey de Tebas, anuncia ante el coro de ancianos su disposición sobre Polinices. Busca su apoyo para los próximos días y, en particular, quiere que respalden su edicto en relación con el cuerpo de Polinices. El líder del coro se compromete a respetar la ley, en deferencia a Creonte. Posteriormente, un guardián, teme informar que el cuerpo ha recibido ritos funerarios y un enterramiento simbólico con una ligera cubierta de tierra, aunque nadie ha visto quién lo ha hecho. El coro de ancianos cree que los dioses han intervenido para resolver el conflicto de leyes, pero Creonte amenaza con pagar menos a los guardianes porque cree que alguien los ha sobornado. Enfurecido, ordena al guardián que encuentre al culpable o si no él mismo se enfrentará a la muerte. El guardián se marcha, pero vuelve poco después, trayendo con él a Antígona.
El centinela explica que los guardianes desenterraron el cuerpo de Polinices y luego cogieron a Antígona mientras estaba llevando a cabo rituales funerarios. Creonte la interroga después de despedir al centinela, y ella no niega lo que ha hecho. Impávidamente discute con Creonte. Explica que ha desobedecido porque las leyes humanas no pueden prevalecer sobre las divinas. El edicto es inmoral, y sus acciones son morales. Además se muestra orgullosa de ello y no teme las consecuencias. Creonte se enfurece, y viendo que Ismene está disgustada, sospecha que también está implicada y, a pesar del parentesco que lo une a ellas, se dispone a condenarlas a muerte. Ordena que las dos sean apresadas temporalmente.
Ismene, llamada a presencia de Creonte, a pesar de que no ha desobedecido la ley, desea compartir el destino con su hermana y se confiesa también culpable. Sin embargo, Antígona, resentida contra ella porque ha preferido respetar la ley promulgada por el rey, se niega a que Ismene muera con ella. Finalmente, es solo Antígona la condenada a muerte. Será encerrada viva en una tumba excavada en roca.

### Antígona frente a la muerte
El hijo de Creonte, Hemón, se ve perjudicado por la decisión de su padre, ya que Antígona es su prometida. Reafirma su lealtad para con su padre aunque esté prometido con Antígona. Al principio, parece deseoso de abandonar a Antígona, pero cuando suavemente Hemón intenta convencer a su padre de que libere a Antígona, señalando que «a mí, en la sombra, me es posible oír cómo la ciudad se lamenta por esta joven, diciendo que, siendo la que menos lo merece de todas las mujeres, va a morir de indigna manera por unos actos que son los más dignos de alabanza». La discusión se deteriora, y los dos hombres pronto empiezan a insultarse amargamente el uno al otro. Cuando Creonte amenaza con ejecutar a Antígona delante de su hijo, Hemón se marcha, jurando no volver a ver a Creonte jamás.
Creonte decide salvar a Ismene y enterrar a Antígona viva en una cueva. Confía que de esa manera, no matándola directamente, mantendrá un mínimo respeto a los dioses. 
Antígona va camino a su muerte y, si bien no se arrepiente de su acción, ha perdido la altivez y resolución que mostraba antes, al dar muestras de temor ante su muerte. Expresa lo mucho que lamenta no haberse casado, y morir por seguir las leyes de los dioses. La humanización de Antígona resalta el dramatismo del momento. La llevan a su tumba en vida, con el líder del Coro expresando mucho dolor por lo que le va a ocurrir a ella.

### Intervención de Tiresias
El adivino Tiresias interviene en ese momento para señalar a Creonte que las aves y los perros arrancan trozos del cadáver de Polinices y los dejan en los altares y los hogares, señal de que los dioses muestran su cólera. Le advierte de que Polinices debe ser enterrado urgentemente porque los dioses están descontentos y rechazan aceptar los sacrificios o las oraciones de los tebanos. Creonte acusa a Tiresias de ser corrupto. Tiresias responde que, debido a los errores de Creonte, morirá «uno nacido de tus entrañas a cambio de haber lanzado a los infiernos a uno de los vivos». No dice Tiresias que no deba ser Antígona condenada a muerte, solo que es impropio mantener un cuerpo vivo bajo la tierra. Toda Grecia despreciará a Creonte, y las ofrendas sacrificiales de Tebas no serán aceptadas por los dioses.
El coro de ancianos, aterrorizado, le pide a Creonte que haga caso del consejo de Tiresias, que cambie de actitud, liberando a Antígona y enterrando a Polinices. Creonte, ante las profecías de Tiresias, cede y se dispone a rectificar sus faltas, marchándose con su séquito. El coro lanza una oda al dios Dioniso (dios del vino y del teatro; esta parte es la ofrenda a su dios patrono).

### Muerte de Hemón y de Eurídice
Entra un mensajero para decir al líder del coro que Antígona se ha suicidado. Eurídice, la esposa de Creonte y madre de Hemón, entra y le pide al mensajero que se lo cuente todo. Este relata que Creonte se cuidó del enterramiento de Polinices. Cuando Creonte llegó a la cueva de Antígona, encontró a Hemón lamentándose por Antígona, quien se había ahorcado. Después de intentar, sin éxito, apuñalar a Creonte, Hemón se mató a sí mismo. Quedó abrazado a ella mientras moría. Habiendo escuchado el relato del mensajero, Eurídice desaparece dentro del palacio sin decir una palabra.
Entra Creonte, con su hijo muerto en brazos. Entiende que sus propias acciones han causado estos acontecimientos y se culpa a sí mismo. Un segundo mensajero llega para decirle, a Creonte y al coro, que Eurídice se ha suicidado. Con su último aliento, maldice a su esposo. Creonte se echa la culpa a sí mismo por todo lo que ha ocurrido y, un hombre roto, pide a sus criados que le ayuden a entrar. El orden que valoraba tanto, ha quedado protegido, y él aún es el rey, pero ha actuado contra los dioses y perdido a sus hijos y a su esposa al mismo tiempo.
Después de que Creonte se condene a sí mismo, el líder del coro finaliza con un llamado a obrar con prudencia y respetar las leyes divinas, observando que aunque los dioses castigan al orgulloso, el castigo conlleva la sabiduría: «las palabras arrogantes de los que se jactan en exceso, tras devolverles en pago grandes golpes, les enseñan en la vejez, la cordura».

## Contexto histórico
Antígona fue escrita en una época de fervor nacional. En el año 441 a. C., poco después de que se estrenara la obra, Sófocles fue nombrado uno de los diez generales que iban a liderar una expedición militar contra Samos. Es sorprendente que una obra destacada en un tiempo de semejante imperialismo contenga tan poca propaganda política, ningún vehemente apóstrofe, y, con la excepción de la epíclera (el derecho de la hija de continuar el linaje de su padre muerto), y argumentos contra la anarquía, no hace ninguna alusión contemporánea o pasada a Atenas. Más que ocuparse de los temas de la época, Antígona se centra en los personajes y en los temas dentro de la obra. Sin embargo, expone los peligros de un gobernante absoluto, o tirano, en la persona de Creonte, un rey a quien pocos se atreven a hablar con libertad expresando sus opiniones verdaderas, y quien por lo tanto comete el lamentable error de condenar a Antígona, un hecho que luego lamenta amargamente en los versos finales de la obra. Los atenienses, orgullosos de su tradición democrática, se habrían identificado con su error en los muchos versos que enfatizan que la gente de Tebas cree que está equivocado, pero que no tiene una voz para decírselo. Los atenienses identificarían la locura de la tiranía.

## Rasgos destacados
El Coro en Antígona se aparta significativamente del coro en Los siete contra Tebas de Esquilo, la obra de la que Antígona es una continuación. El coro en Los siete contra Tebas apoya, en gran medida, la decisión de Antígona de enterrar a su hermano. Aquí, el coro está compuesto por ancianos que en general no ven la desobediencia civil bajo una luz positiva. El coro representa también una diferencia típica en las obras de Sófocles en relación con las de Esquilo o Eurípides. Un coro de Esquilo casi siempre continúa o intensifica la naturaleza moral de la obra, mientras que uno de Eurípides frecuentemente se aparta del tema moral principal. El coro en Antígona queda más o menos en un sitio intermedio; sigue dentro de la moral general y la escena inmediata, pero se permite apartarse un poco del contenido de la escena o del por qué ha empezado a hablar.

## Significado e interpretación
En esta obra Sófocles suscita un número de cuestiones: ¿debe Polinices, que ha cometido un serio delito que amenazaba la ciudad, recibir los rituales funerarios, o debe su cuerpo dejarse como presa de los animales carroñeros? ¿Debe quien intente enterrarlo, desafiando a Creonte, ser castigado de forma particularmente cruel? ¿Están justificadas las acciones de Creonte? ¿Están justificadas las acciones de Antígona? En esta obra, Creonte no aparece como un monstruo, sino como un líder que está haciendo lo que considera correcto y justificado por el estado. El coro es presentado como un grupo de ciudadanos que, aunque se sienta incómodo por el trato al cadáver, respeta a Creonte y lo que está haciendo. El coro siente simpatía hacia Antígona sólo cuando la llevan a la muerte. Pero cuando el coro descubre que los dioses están ofendidos por lo que ha hecho Creonte, y que las acciones de este dan como resultado la destrucción de su ciudad, entonces le pide a Creonte que cambien de actitud. La ciudad es de importancia fundamental para el coro. Una vez que se han establecido las premisas iniciales detrás de los personajes en Antígona, la acción de la obra se mueve firme e inevitablemente hacia el resultado final. Una vez que Creonte ha descubierto que Antígona enterró a su hermano en contra de sus órdenes, en la discusión posterior sobre su destino, ni el coro, ni Hemón, ni la propia Antígona, piden clemencia alegando su juventud, o el amor de hermana . La mayor parte de las razones para salvarla se centran en un debate sobre cuál es la forma de actuar mejor desde el punto de vista de servir estrictamente a la justicia.
Tanto Antígona como Creonte piden sanción divina a sus acciones; pero Tiresias el profeta apoya la pretensión de Antígona de que los dioses exigen el enterramiento de Polinices. No es hasta la entrevista con Tiresias que Creonte es culpable de pecado. No tiene intimación divina de que su edicto sea desagradable a los dioses y contra sus deseos. Aquí le advierten que lo es, pero se defiende, e insulta al profeta. Este es su pecado, y esto es lo que lleva a su castigo. Las terribles calamidades que le sobrevienen no son resultado de que exalte la ley del estado sobre la ley divina no escrita, que Antígona reivindica, sino su falta de templanza que le lleva a despreciar las advertencias de Tiresias hasta que es demasiado tarde. Esto queda enfatizado por el Coro en los versos con los que acaba la obra.
El poeta alemán Friedrich Hölderlin, cuya traducción tuvo un fuerte impacto en el filósofo Martin Heidegger, hace una lectura más sutil de la obra: se centra en el estatus legal y político de Antígona dentro del palacio, y en su privilegio para ser la heredera del hogar paterno (de conformidad con el instrumento legal de la epíclera) y para estar de esta manera protegida de Zeus. Según la práctica legal de la Atenas clásica, Creonte está obligado a casar a su pariente más próximo (Hemón) con la hija del rey difunto, en un rito matrimonial invertido, que obligaría a Hemón a producir un hijo y heredero para su suegro muerto. Creonte se vería privado de nietos y herederos de su linaje, un hecho que proporciona un motivo realista para su odio hacia Antígona. Esta perspectiva moderna ha permanecido sumergida durante largo tiempo.
Martin Heidegger, en su disertación, The Ode on Man in Sophocles’ Antigone, se centra en la secuencia de estrofa y antistrofa del coro que empieza en la línea 278. Su interpretación es en tres fases: primero considera el significado esencial del verso, y luego se mueve por la secuencia con ese entendimiento, y finalmente discierne cuál era la naturaleza humana que Sófocles estaba expresando en este poema. En las primeras dos líneas de la primera estrofa, en la traducción que Heidegger usó, el coro dice que había muchas cosas extrañas en la tierra, pero nada más extraño que el hombre. Los comienzos eran importantes para Heidegger, y consideró que esas dos líneas describían el rasgo primario de la humanidad dentro del cual el resto de los aspectos deben encontrar su esencia. Esos dos versos son tan fundamentales que el resto del verso se emplea en alcanzarlos. La auténtica definición griega de la Humanidad es la de aquel que es el más raro de todos. La interpretación de Heidegger del texto describe a la humanidad en una palabra que captura los extremos: deinotaton. El hombre es deinon en el sentido de que es el terrible, el violento, y también en el sentido de que usa la violencia contra lo sobrecogedor. El hombre es dos veces deinon. En una serie de discursos en 1942, Hölderlin’s Hymn, The Ister, Heidegger va más allá en su interpretación de esta obra, y considera que Antígona asume el destino que le ha sido dado, pero que no sigue un camino que es opuesto al que para la humanidad se describe en la oda coral. Cuando Antígona se opone a Creonte, su sufrimiento es su acción suprema.

### El problema del segundo enterramiento
Un importante aspecto que se debate en torno a la Antígona de Sófocles es el problema del segundo enterramiento. Cuando arrojó polvo sobre el cuerpo de su hermano, Antígona completó los rituales de enterramiento y por lo tanto había cumplido su deber con él. Habiendo sido enterrado correctamente, el alma de Polinices podía perfectamente marchar al inframundo, con independencia de que luego quitaran el polvo que cubría su cuerpo. Sin embargo, Antígona regresó después de que el cuerpo fuera descubierto y llevó a cabo el ritual de nuevo, un acto que parece totalmente inmotivado por razones que no sean necesidades del argumento, de manera que se la pueda coger en el acto de desobediencia para que no queden dudas sobre su culpa. Más de un comentarista ha sugerido que fueron los dioses, no Antígona, quienes llevaron a cabo el primer enterramiento, citando tanto la descripción que el guardián hace de la escena como la observación del coro.
Richard Jebb sugiere que la única razón para el regreso de Antígona al lugar de enterramiento es que la primera vez ella se olvidó del Choaí (libaciones), y que «quizás el rito no fuera considerado completo solo si los Choaí se derramaban mientras el polvo aún cubrían el cadáver».
Gilbert Norwood explica que los actos de Antígona del segundo enterramiento en términos de su tozudez. Su argumento dice que de no haber estado Antígona tan obsesionada con la idea de mantener cubierto a su hermano, ninguna de las muertes de la obra habría ocurrido. Este argumento afirma que si nada hubiera ocurrido, nada habría pasado, y no hace falta mucho para explicar por qué Antígona regresó para un segundo enterramiento cuando el primero habría cumplido con su obligación religiosa, sin importar lo tozuda que ella fuera. Esto deja como explicación que ella actuó solo por desafiar apasionadamente a Creonte y respetar el receptáculo carnal de su hermano.
Tycho von Wilamowitz-Moellendorff justifica la necesidad de un segundo enterramiento comparando la Antígona de Sófocles con una versión teórica en la que Antígona fuera capturada durante el primer enterramiento. En esta situación, las noticias de un enterramiento ilegal y el arresto de Antígona llegarían al mismo tiempo y no habrían ningún período de tiempo entre el desafío de Antígona y la victoria.
J. L. Rose mantiene que la solución al problema del segundo enterramiento se resuelve examinando atentamente a Antígona como personaje trágico. Siendo un personaje trágico, está completamente obsesionada por una idea, y para ella esa idea es darle a su hermano el respeto debido en la muerte y demostrar así su amor por él y lo que es correcto. Cuando ella ve descubierto el cuerpo de su hermano, por lo tanto, la domina la emoción y actúa impulsivamente para cubrirlo de nuevo, sin consideración a la necesidad de la acción o las consecuencias a su seguridad.
Bonnie Honig usa el problema del segundo enterramiento como la base para su postura de que Ismene es quien realiza el primer entierro, y que su pseudo-confesión ante Creonte es en realidad un reconocimiento honesto de culpa.

## Temas

### Desobediencia civil
Un tema bien establecido en Antígona es el derecho del individuo a rechazar las intromisiones de la sociedad en su libertad para llevar a cabo una obligación personal. Antígona le comenta a Ismene, en relación con el edicto de Creonte, que «No le es posible separarme de los míos» (An., v. 48). Con este tema se relaciona la pregunta de si el deseo de Antígona de enterrar a su hermano se basa en el pensamiento racional o en el instinto, un debate en el que entró incluso Goethe.
Los puntos de vista contrastados de Creonte y Antígona en relación con leyes más altas que las del estado influyen en las diferentes conclusiones a las que llegan sobre la desobediencia civil. Creonte exige obediencia a la ley por encima de cualquier otra consideración, sea correcta o no. Dice que «no existe un mal mayor que la anarquía» (An. 671). Antígona responde con la idea de que la ley estatal no es absoluta, y que puede quebrantarse en desobediencia civil en casos extremos, como por ejemplo para honrar a los dioses, cuyo gobierno y autoridad sobrepasan la de Creonte.

### La ley natural y las instituciones legales contemporáneas
En Antígona, Sófocles plantea la pregunta sobre cuál es la ley superior, la de los dioses o la de los hombres. Sófocles vota por la ley de los dioses. Lo hace para salvar Atenas de la destrucción moral que parece inminente. Sófocles quiere advertir a sus compatriotas sobre la hubris, o arrogancia, porque cree que esta será su caída. En Antígona, la hubris de Creonte se muestra por completo.
El decreto de Creonte de dejar a Polinices sin enterrar, en sí mismo, supone una afirmación sobre lo que significa ser ciudadano, y lo que constituye una abdicación de la ciudadanía. Era la costumbre firmemente mantenida por los griegos de que cada ciudad era responsable del enterramiento de sus ciudadanos. Heródoto cuenta cómo los miembros de cada ciudad recogían a sus propios muertos después de una gran batalla para enterrarlos. En Antígona, es por lo tanto natural que el pueblo de Tebas no entierre a los argivos, pero es muy sorprendente que Creonte prohibiera el entierro de Polinices. Puesto que era ciudadano de Tebas, habría sido natural que los tebanos lo enterraran. Creonte dice a su gente que Polinices se había distanciado de ellos, que se les prohibía tratarlo como conciudadano y enterrarlo como era la costumbre entre ciudadanos.
Al prohibirle al pueblo de Tebas enterrar a Polinices, Creonte esencialmente lo coloca al nivel de los demás atacantes, los argivos extranjeros. Para Creonte, el hecho de que Polinices hubiera atacado a la ciudad revoca efectivamente su ciudadanía y lo convierte en extranjero. Tal como se definía en su decreto, la ciudadanía se basaba en la lealtad y es revocada cuando Polinices comete lo que, a ojos de Creonte, es traición. Cuando se ve enfrentado al punto de vista de Antígona, esta forma de entender la ciudadanía crea un nuevo eje de conflicto. Antígona no niega que Polinices haya traicionado al estado, ella solo actúa como si su traición no lo privara de la conexión que él de otro modo tendría con la ciudad. Creonte, por su parte, cree que la ciudadanía es un contrato; no es absoluta ni inalienable, y puede perderse en determinadas circunstancias. Estos dos puntos de vista opuestos, uno que la ciudadanía es absoluta e innegable, y el otro que la ciudadanía se basa en un determinado comportamiento, son conocidos respectivamente como ciudadanía «por naturaleza» y ciudadanía «por la ley».

### Fidelidad
La decisión de Antígona de enterrar a Polinices surge de un deseo de honrar a su familia y la ley superior de los dioses. Repetidamente declara que debe actuar para agradar «a los de abajo» (An. v. 77), porque ellos pesan más que cualquier gobernante; es el peso de la ley divina. En la primera escena hace una llamada emocional a su hermana Ismene diciendo que deben proteger a su hermano por amor fraterno, aunque él haya traicionado a su estado. Antígona cree que hay derechos que son inalienables porque proceden de la autoridad más alta, o la autoridad misma, que es el derecho divino.
Creonte rechaza las acciones de Antígona basadas en el honor familiar, pero parece apreciar a la familia en sí. Cuando habla con Hemón, Creonte le exige no solo obediencia como ciudadano, sino también como hijo. Creonte  le dice que debe «posponer todo a las resoluciones paternas» (An. vv. 640–641). El énfasis que pone en que es el padre de Hemón más que su rey puede parecer extraño, especialmente a la luz del hecho de que Creonte, en el resto de la obra, exige obediencia al Estado por encima de todo. No queda claro cómo manejaría personalmente estos dos valores en conflicto, pero es un punto irrelevante en la obra, pues, como gobernante absoluto de Tebas, Creonte es el Estado, y el Estado es Creonte. Queda claro cómo se siente sobre estos dos valores en conflicto cuando los encuentra en otra persona, Antígona: la lealtad al estado viene antes de la lealtad a la familia, y la sentencia a muerte.

### Retrato de los dioses
En Antígona, así como en las otras obras tebanas, hay escasas referencias a los dioses. Al que más se menciona es a Hades, pero más como una personificación de la muerte. A Zeus se le menciona un total de 13 veces por su nombre en toda la obra, y a Apolo solo como la personificación de la profecía. Esta falta de mención transmite que los eventos trágicos que acontecen son solo el resultado del error humano y no de la intervención divina. A los dioses se les retrata como ctónicos, pues al principio hay una referencia a que «es mayor el tiempo que debo agradar a los de abajo». Sófocles se refiere dos veces al Olimpo en Antígona; esto lo diferencia de otros trágicos atenienses, que lo mencionan a menudo.

### Amor por la familia
El amor de Antígona hacia su familia se muestra cuando entierra a su hermano, Polinices. Hemón está profundamente enamorado de su prima y prometida Antígona, y se suicida por el sufrimiento que siente al descubrir que su amada se ha suicidado por ahorcamiento.

### Equidad
Siguiendo la tradición aristotélica, Antígona también se considera un ejemplo de equidad. Catharine Titi ha comparado la ley 'divina' de Antígona con las modernas normas imperativas del derecho internacional consuetudinario (ius cogens) y ha analizado el dilema de Antígona como una situación que invita a aplicar la equidad contra legem para corregir una ley injusta.

## Adaptaciones modernas

### Drama
- Felix Mendelssohn compuso una suite de música incidental para la puesta en escena de  Ludwig Tieck de la obra en 1841. Incluye una obertura y siete coros.
- Walter Hasenclever escribió una adaptación en 1917, inspirada en los acontecimientos de la Primera Guerra Mundial.
- La tragedia del dramaturgo francés Jean Anouilh Antigone se inspiró tanto en la obra de Sófocles como en el propio mito. Se estrenó en París en el Théâtre de l'Atelier en febrero de 1944, durante la ocupación nazi de Francia.
- Justo después de la Segunda Guerra Mundial, Bertolt Brecht compuso una adaptación, Antigone, que se basó en una traducción de Friedrich Hölderlin y se publicó con el título de Antigonemodell 1948.
- En 1951 el escritor argentino Leopoldo Marechal estrenó Antígona Vélez, una versión ambientada en el siglo XIX.
- El escritor y dramaturgo haitiano Félix Morisseau-Leroy tradujo y adaptó Antígona al haitiano criollo bajo el título, Antigòn (1953). Antigòn es notable en sus intentos de insertar la experiencia religiosa vivida de muchos haitianos en el contenido de la obra a través de la introducción de varios Loa del panteón vudú haitiano como entidades con voz a lo largo de la representación.
- En 1963 el dramaturgo argentino David Cureses estrenó La cabeza en la jaula, una versión ambientada en Colombia durante las guerras de Independencia.[27]
- Antígona inspiró la novela en español del año 1967 La tumba de Antígona de María Zambrano.
- La obra del dramaturgo puertorriqueño Luis Rafael Sánchez, del año 1968, La Pasión según Antígona Pérez, ambienta la obra de Sófocles en un mundo contemporáneo donde Creonte es el dictador de una nación latinoamericana ficticia y Antígona y sus «hermanos» son luchadores disidentes por la libertad.
- En 1977 Antígona fue traducida al Papiamento para una producción en Aruba por el director Burny Every junto con Pedro Velásquez y Ramon Todd Dandaré. Esta traducción conserva el verso yámbico original de Sófocles.
- En 2004 las compañías de teatro Crossing Jamaica Avenue y The Women's Project en la ciudad de Nueva York coprodujeron el Antigone Project escrito por Tanya Barfield, Karen Hartman, Chiori Miyagawa, la ganadora del Premio Pulitzer Lynn Nottage y Caridad Svich, una respuesta en cinco partes al texto de Sófocles y al Acta Patriótica estadounidense. El texto se publicó por NoPassport Press como una sola edición en 2009 con presentación de la académica clásica Marianne McDonald y la dramaturga Lisa Schlesinger.
- Hay cuatro óperas: Antigone (1977) de Dinos Constantinides, sobre libreto en inglés de Fitts y Fitzgerald; Antigone (1986) por Marjorie S. Merryman;  Antigone (1988) con música de Vassily Lobanov y libreto (en ruso) de Alexey Parin y la cuarta, The Burial at Thebes (2007–2008), por Dominique Le Gendre y libreto de Seamus Heaney, basado en su traducción para el teatro; la producción presentó al conductor William Lumpkin, director de escena Jim Petosa, y seis cantantes y diez músicos.[28]
- El director bangladesí Tanvir Mokammel en su película de 2008 Rabeya (La hermana) también se inspira en Antígona para establecer un paralelismo con la historia de los mártires de la Guerra de Liberación de Bangladés de 1971 a quienes se negó un entierro adecuado.[29]
- En 2000 el grupo teatral peruano Yuyachkani y el poeta José Watanabe adaptaron la obra a una pieza con actor único que ha pasado a formar parte del repertorio del grupo.
- Una adaptación iraní al absurdo de Antígona fue escrita y dirigida por Homayoun Ghanizadeh y representada en el Teatro Municipal de Teherán en 2011.[30]
- La adaptación de Roy Williams, de 2014, de Antígona para el Pilot Theatre cambia la localización a la cultura de calle contemporánea.[31]
- El dramaturgo sirio Mohammad Al-Attar adaptó Antígona para una producción, en 2014, en Beirut, interpretada por refugiadas sirias.[32]
- Antígona, una versión flamenca de 90 minutos, fue interpretada por Soledad Barrio y Noche Flamenca, con Barrio como Antígona. Martín Santangelo, director artístico y productor, con coreografía de Soledad Barrio y coreografía adicional de Isabel Bayon; director consultivo, Lee Breuer; diseño de máscaras basado en la obra de Mary Frank; música de Eugenio Iglesias, Salva de Maria y Martín Santangelo. Presentado en la West Park Presbyterian Church, 165 West 86th Street, Nueva York, NY 10024, del 13 de julio al 15 de agosto de 2015.
- En 2012 el Royal National Theatre adaptó Antígona a los tiempos modernos. Dirigida por Polly Findlay,[33] la producción transformó al muerto Polinices en una amenaza terrorista y a Antígona en una «peligrosa subversiva».[34]

- El drama japonés Sora kara furu ichi oku no hoshi tiene un tema similar.
- Antígona-Marie Senf. 25.01.2025. Estadio de Dortmund. República Federal de Alemania. Marie Senf, dramaturga de la República Federal de Alemania, escribió "Antígona", una obra antilitista, antifascista y también acrobática. Antígona se estrenó en el Schauspiel Dortmund - Teatro Dramático de Dortmund el 25 de enero de 2025.  Esta producción contiene una alusión intertemporal dramática a "El gran dictador" de Charlie Chaplin y "Mefistófeles" de Istvan Szabo. Y el espíritu político, cultural e histórico de la creación dramática de Marie Senff continúa la tradición de “Antígona” de Bertolt Brecht.

### Literatura
En 2017 Kamila Shamsie publicó Home Fire, que traslada algunas de las cuestiones políticas y morales de Antígona al contexto del Islam, el ISIS y el moderno Reino Unido.

### Cine
Yorgos Tzavellas adaptó la obra al cine en 1961 y también la dirigió. A la heroína protagonista la interpretaba Irene Papas.
La película de Liliana Cavani del año 1970 Los caníbales es una fantasía política contemporánea basada en la obra de Sófocles, con Britt Ekland como Antígona y Pierre Clémenti como Tiresias.
La película ómnibus de 1978 Deutschland im Herbst («Alemania en otoño») presenta un episodio de Heinrich Böll titulado Antígona en diferido donde se presenta una producción ficticia de Antígona a ejecutivos de televisión, quienes la rechazan como «demasiado tópica».
De 1992 es la película alemana Antígona (título original, Die Antigone des Sophokles nach der Hölderlinschen Übertragung für die Bühne bearbeitet von Brecht 1948. Suhrkamp Verlag), dirigida por Danièle Huillet y Jean-Marie Straub con guion basado en la traducción que hizo Friedrich Hölderlin de la obra de Sófocles y en textos de Bertolt Brecht. Encabezaba el reparto Astrid Ofner.
En 2011, la versión húngara para el cine presentó a Kamilla Fátyol como Antígona, Zoltán Mucsi como Creonte y Emil Keres como Tiresias.
Más reciente es la película española Antígona despierta (2014), dirigida por Lupe Pérez García y con Gala Pérez. Se estrenó en el Festival de Sevilla de Cine Europeo.
De 2018 es la coproducción mexicano-francesa Antígona, mezcla de teatro y documental, sobre unos estudiantes de la UNAM que preparan una representación de la tragedia; el guion, la fotografía y la dirección son de Pedro González-Rubio.

### Televisión
En 1986, Juliet Stevenson fue Antígona, con John Shrapnel como Creonte y Sir John Gielgud como Tiresias en The Theban Plays (Las obras tebanas) de la BBC.
Antigone at the Barbican («Antígona en el Barbican») fue una versión rodada para televisión en 2015 de una producción en el Barbican dirigida por Ivo van Hove; la traducción era de Anne Carson y la película fue protagonizada por Juliette Binoche como Antígona y Patrick O'Kane como Creonte.
Otras adaptaciones para televisión de Antígona fueron protagonizadas por Irene Worth (1949) y Dorothy Tutin (1959), ambas retransmitidas por la BBC.
El 2 de febrero de 1978 se retransmitió Antígona, en la versión de Jean Anouilh, en el programa clásico de teatro de RTVE, Estudio 1, con Teresa Rabal y Jaime Blanch en el reparto.

## Traducciones y adaptaciones
- 1839 – Johann Jakob Christian Donner, poesía en alemán
- 1865 – Edward H. Plumptre, verso (Harvard Classics Vol. VIII, Parte 6. Nueva York: P.F. Collier & Son, 1909–14); texto completo
- 1888 – Sir George Young, verso (Dover, 2006; ISBN 978-0-486-45049-0)
- 1899 – G. H. Palmer, verso (Boston: Houghton and Mifflin, 1899)
- 1904 – Richard C. Jebb, prosa: full text
- 1911 – Joseph Edward Harry, verso (Cincinnati: Robert Clarke, 1911)
- 1912 – F. Storr, verso: texto completo
- 1931 – Shaemas O'Sheel, prosa
- 1938 – Dudley Fitts y Robert Fitzgerald, verso: texto completo
- 1946 – Jean Anouilh, (traducción al francés moderno)
- 1947 – E. F. Watling, verso (Penguin classics)
- 1949 – Robert Whitelaw, verso (Rinehart Editions)
- 1950 – Theodore Howard Banks, verso
- 1950 – W. J. Gruffydd (traducción al galés)
- 1953 – Félix Morisseau-Leroy (traducido y adaptado a haitiano criollo)
- 1954 – Elizabeth Wyckoff, verso
- 1954 – F. L. Lucas, traducción en verso
- 1956 – Shahrokh Meskoob (al persa)
- 1958 – Paul Roche, verso
- 1962 – H. D. F. Kitto, verso
- 1962 – Michael Townsend, (Longman, 1997; ISBN 978-0-8102-0214-6)
- 1973 – Richard Emil Braun, verso
- 1982 – Robert Fagles, verso con introducción y notas de Bernard Knox
- 1986 – Don Taylor, prosa (The Theban Plays, Methuen Drama; ISBN 978-0-413-42460-0)
- 1991 – David Grene, verso
- 1994 – Hugh Lloyd-Jones, verso (Sophocles, Volume II: Antigone, The Women of Trachis, Philoctetes, Oedipus at Colonus, Loeb Classical Library N.º 21, 1994; ISBN 978-0-674-99558-1)
- 1997 – George Judy, adaptación para niños (Pioneer Drama, 1997)
- 1998 – Ruby Blondell, prosa con introducción y ensayo interpretativo (Focus Classical Library, Focus Publishing/R Pullins Company; ISBN 0-941051-25-0)
- 2000 – Marianne MacDonald, (Nick Hern Books, 2000; ISBN 978-1-85459-200-2)
- 2001 – Paul Woodruff, verso (Hackett, 2001; ISBN 978-0-87220-571-0)
- 2003 – Reginald Gibbons y Charles Segal, verso (Oxford UP, 2007; ISBN 978-0-19-514310-2)
- 2004 – Seamus Heaney, The Burial at Thebes, adaptación en verso (Farrar, Straus and Giroux, 2005; ISBN 978-0-374-53007-5), también adaptado como ópera en 2008
- 2005 – Ian Johnston, verso (inglés moderno): texto completo Archivado el 19 de octubre de 2017 en Wayback Machine.
- 2006 – George Theodoridis, prosa: texto completo
- 2006 – A. F. Th. van der Heijden, 'Drijfzand koloniseren' ("Colonizing quicksand"), prosa, adaptando la historia de Antígona usando personajes de la saga Homo Duplex del autor.
- 2009 – Tanya Barfield, Karen Hartman, Lynn Nottage, Chiori Miyagawa, Caridad Svich, adaptación teatral (NoPassport Press, 2009; ISBN 978-0-578-03150-7)
- 2011 - Diane Rayor, Sophocles’ Antigone: A New Translation. Cambridge University Press.
- 2012 – Anne Carson, adaptación teatral (Antigonick, New Directions Press; ISBN 978-0-811-21957-0)
- 2013 – George Porter, verso ("Black Antigone: Sophocles' tragedy meets the heartbeat of Africa", ISBN 978-1-909-18323-0)
- 2014 – Marie Slaight y Terrence Tasker, verso y arte ('"The Antigone Poems, Altaire Productions; ISBN 978-0-9806447-0-8)
- 2016 – Traducción de Slavoj Zizek, con introducción de Hanif Kureishi, Bloomsbury, Nueva York
- 2017 – Kamila Shamsie, Home Fire, novela. Una adaptación en un contexto contemporáneo, Londres: Bloomsbury Circus. ISBN 978-1-4088-8677-9
- 2017 – Brad Poer, Antigone: Closure, adaptación teatral (adaptación a prosa estadounidense contemporánea ambientada en la caída del gobierno estadounidense)
- 2017 – Griff Bludworth, ANTIGONE (born against). Una adaptación contemporánea que enfoca el tema de la discriminación racial.

## Para saber más
- Butler, Judith (2000). Antigone's Claim: Kinship Between Life and Death. Nueva York: Columbia University Press. ISBN 0-231-11895-3. (requiere registro).
- Heaney, Seamus (December 2004). «The Jayne Lecture: Title Deeds: Translating a Classic». Proceedings of the  American Philosophical Society 148 (4): 411-426. Archivado desde el original el 18 de octubre de 2011.
- Heidegger, Martin; Gregory Fried; Richard Polt (2000). An Introduction to Metaphysics. New Haven: Yale University Press. pp. 156-176. ISBN 978-0-300-08328-6.
- Heidegger, Martin; McNeill, William; Davis, Julia (1996). Hölderlin's Hymn "The Ister". Bloomington: Indiana University Press.
- Lacan, Jacques (1992). The Seminar of Jacques Lacan, Book VII: The Ethics of Psychoanalysis. Dennis Porter, traductor. Nueva York: W.W. Norton. pp. 240-286. ISBN 0-393-31613-0.
- Miller, Peter (2014). «Helios , vol. 41 no. 2, 2014  © Texas Tech University Press 163 Destabilizing Haemon: Radically Reading Gender and Authority in Sophocles’  Antigone». Helios 41 (2): 163-185. Consultado el 25 de enero de 2017.
- Segal, Charles (1999). Tragedy and Civilization: An Interpretation of Sophocles. Norman, OK: University of Oklahoma Press. p. 266. ISBN 978-0-8061-3136-8. (requiere registro).
- Steiner, George (1996). Antigones: How the Antigone Legend Has Endured in Western Literature, Art, and Thought. New Haven: Yale University Press. ISBN 0-300-06915-4.